# خالد نبيل
خالد نبيل من مواليد الجيزة 14 نوفمبر 1978 م، وهو موزع موسيقي مصري.
تعاون مع الكثير من الفنانين العرب منهم على سبيل المثال: شيرين عبد الوهاب، وائل جسار، نوال الزغبي، راغب علامة، ناسي عجرم، أدم، إليسا، أحمد سعد،
صابر الرباعي، فضل شاكر وغيرهم.

## حياته الشخصية
إنه من الأسرة الفنية، شقيقته هي الفنانة المصرية نهال نبيل، وشقيقه الآخر ملحن.

## بدايته مع الموسيقى
ولد خالد في الجيزة وتخرج في هندسة القاهرة شعبة الهندسة المعمارية، ودرس الموسيقي منذ الصغر، وكانت والدته تشجعه على العزف وكان يعزف آلة البيانو. وتوجهه لمجال التوزيع جاء بسبب الأسرة الفنية التي كان يعيش معها، حيث أن شقيقه الأكبر كان يلعب على آلة البيانو منذ صغره، وشقيقته كانت تغني منذ الصغر وتمثل، بالإضافة إلى أنه كان يعشق الغناء قبل أن يبدأ في تعلم العزف على البيانو مثل شقيقه. وسبب اتجاهه إلى مجال التوزيع  هو حبه لتفاصيل الأغنية والكواليس الخاصة بها.
في بداية مشواره الفني تعاون خالد مع راغب علامة وحقق نجاح عظيم.

## حياته الفنية
تعاون خالد نبيل مع العديد من المغنين، وكان آخرهم شيرين عبد الوهاب في ألبوم "طريقي"، وتحديداً في أغنيتي "لسه في أمل"، و"على مين الملامة"، ووائل جسار في أغنيتي "متزعلش منى" و"وعمري ما نسيتك"، ونوال الزغبي في أغنية "ولا بحك"، نانسي عجرم في أغنية "اتنين صحاب"، وآدم في أغنية "إشمعنى أنا" قدم الموزع الموسيقي، هذا العام أغنية تتر البداية لمسلسل نسر الصعيد وأيضاً شارك في مسلسل أيوب يذكر أن الموزع "خالد نبيل " قدم العديد من الأعمال السينمائية ومنها " كف القمر، ويونس ولد فضة ومسلسل الحلال وتعامل مع كبار النجوم في العالم العربي إليسا، أنغام، نانسي عجرم، نوال الزغبي، ملحم زين، فضل شاكر، تامر حسني، صابر الرباعي، أحمد سعد، أحمد جمال، طلال سلامة، عبد الرب إدريس.

## الأعمال الفنية
| إليسا - حكايات - إرتاح وعيش - متخافش مني أنغام - قول حاضر نانسي عجرم - إتنين صحاب شيرين عبد الوهاب - لسه في الأيام أمل - علي مين الملامة | نوال الزغبي - أمانة - ولا بحبك هيفاء وهبي - بعد اللي حصل إلين خلف - مني ليك - ياخي لا نيكول سابا - عامل عامله | راغب علامة - إحضني أكتر صابر الرباعي - صدقت خلاص - سلام يادفعة وائل جسار - عمري مانسيتك - هل في وقت تامر حسني - أصعب إحساس - وأنت معايا يارا - ياغيروهم عبد الفتاح الجريني - يارب تموت هاني شاكر - أغلي بشر | ميسم نحاس - كداب كبير يوري مرقدي - أمانة خالد عبد الرحمن - عسي شر عبد الرب إدريس - علي بالي |

| 1. 2. 3. 4. 5. 6. 7. 8. 9. 10. 11. 12. 13. 14. 15. 16. |